# Central hidroelèctrica de Sant Joan de Toran
La Central hidroelèctrica de Sant Joan de Toran està situada en el terme de Canejan, a la vall d'Aran. A una altitud de 698,5 metres, aprofita les aigües de la capçalera del riu de Toran i les aportacions dels barrancs de Bedreda, Comatruja, Arbaets, Lauxió i Bordius. Promoguda per la Sociedad Productora de Fuerzas Motrices, ja aleshores filial de Fecsa, la central fou la primera construcció que executà l’empresa Copisa, recent constituïda i també filial de Fecsa. La central es va posar en funcionament el 1963, i la producció anual mitja és de 28 GWh. El titular actual (2025) de la central és Endesa, subsidiària de la multinacional italiana Enel.

## Descripció
El salt de Toran s’alimenta de la resclosa de Sant Joan de Toran, ubicada a la cota 1.190 metres. Aquesta petita resclosa, amb una capacitat útil de 48.900 m³, emmagatzema les aigües del riu Toran, afluent per la dreta de la Garona. Des de la resclosa parteix una galeria en pressió, revestida de formigó armat, de 8.260 metres de longitud  i que discorre per la banda esquerra de la vall fina a la cota de 1.180 metres, on es troba la cambra d'aigües i l'inici canonada forçada que alimenta el grup generador de la central.
La sala de màquines disposa d'una turbina Pelton de 13,2 MW de potència. Originalment estava equipada amb un alternador horitzontal Siemens amb una potència nominal de 16.500 kVA i una tensió de sortida de 6.300 V., amb un pes total de 78 tones i fabricat a la planta de Cornellà de Llobregat. L'aigua, un cop turbinada, es descarrega al pantà adjacent de Toran - Pont de Rei.
El propòsit principal de Sant Joan de Toran era cobrir les puntes de demanda del sistema elèctric pirinenc, és a dir, aportar energia en els moments de màxima demanda gràcies al seu embassament regulador. L’energia generada per la central s’envia a la subestació elèctrica de la central de Bossòst, la qual la reenvia a la subestació de la central d'Arties.
En l'any 2016 es van instal·lar a la galeria en pressió dues vàlvules que permeten tancar l'aigua procedent de l'embassament de Sant Joan de Toran, per habilitar el treballs a la galeria sense haver de buidar prèviament el pantà.